# Tenšin šóden katori
Tenšin Šóden Katori Šintó Rjú (japonsky: 天真正伝香取神道流) je jednou z nejstarších existujících škol japonských bojových umění a typickým příkladem korjú budžucu (starých škol bojového umění). Tenšin Šóden Katori Šintó Rjú založil Ienao Iizasa, který se v roce 1387 narodil ve vesnici Iizasa (v současnosti Takomači v prefektuře Čiba) blízko chrámu Katori. Škola (rjú) datuje svůj vznik do roku 1447, ale odborníci jej umísťují spíše do doby kolem roku 1480, který je historicky přesnější.

## Historie
Ienao Iizasa (japonsky: 飯篠 長威斎 家直 Iizasa Chōi-sai Ienao, 1387–1488) byl uznávaným bojovníkem s kopím a mečem, jenž poslechl výzvy svého daimjóa (lenního pána) a opustil svůj dům, aby se v osamění věnoval očistným rituálům a studiu bojových umění.
Po narození ve vesnici Iizasa v provincii Šimósa se jako mladý přestěhoval do sousedství proslulého chrámu Katori, posvátné šintoistické instituce severovýchodně od Eda (dnešní Tokio v prefektuře Čiba). Chrám Katori byl proslulý svou válečnou reputací; dokonce i jména chrámových božstev obsahovala zvuk meče svišticího vzduchem – „futsu“.
Po studiu umění meče odešel Iizasa do Kjóta, kde byl podle mnoha svědectví i přes svůj mladý věk zaměstnán jedním z osmi šógunů období Muromači, Jošimasou Ašikagou (1435–1490), oddaným stoupencem bojových umění. Iizasa byl později znám jako Jamaširo no Kami (guvernér provincie Jamaširo); podle zvyklostí této doby přibírali slavní válečníci ke jménu titul „No Kami“. Ještě později se Iizasa stal buddhistickým mnichem a byl znám jako Čoi-sai; „sai“ je přídomek, který si mnozí slavní šermíři zvolili jako jméno pro svůj meč.
Když se Čoi-sai vrátil domů, zasvětil své modlitby božstvům svatyň Katori a Kašima, z nichž druhý jmenovaný, ležící v sousedství prefektury Točigi, byl místem, kde chrámoví hodnostáři údajně praktikovali styl šermu zvaný „hitocu no tači“ („osamělý meč“). Dodnes přitahuje tréninková místnost v chrámu Kašima kendisty z celého světa a hlavním objektem zájmu návštěvníků je posvátný chrámový meč. Pro dokreslení Čoi-saiových značných schopností s rozmanitými zbraněmi je třeba uvést, že byl rovněž expertem v Musō Jikiden Ryū Yawaragi a sedmým učitelem v historii této školy. („Yawara/yawaragi“ je starší a správnější výraz pro džú-džucu, systém boje beze zbraně, který byl již v té době vyučován).
Legenda praví, že ve věku 60 let cvičil Čoi-sai po 1000 dnů dnem i nocí bojová umění, až se mu v chrámu zjevil Kami (šintoistický duch Fucunuši No Mikoto) a vyjevil mu ve snu podstatu bojové strategie nazývané Mokuroku Heiho no Šinšo. Čoi-sai nazval svůj šermířský styl, odvozený od tohoto zázračného snu, Tenšin Šóden Katori Šintó Rjú.
Tato legenda je typická pro mnoho škol bojového umění a mnohé další kulturní formy. Zakladatelé škol často připisují své mistrovství a magické techniky zjevením šintoistických a buddhistických božstev, historických postav jako byl například Minamoto Jošicune nebo nadpřirozených bytostí jako tengu, japonský skřet často znázorňovaný s dlouhým červeným nosem. Ienao Iizasa zemřel v roce 1488 ve věku 102 let.
Iizasova škola Tenšin Šóden Katori Šintó Rjú tedy podle všeho spojuje duchovní tradice obou zmíněných chrámů, které byly předávány dál jejich rodinnými stoupenci. Současný (2008) představený dvacáté generace se jmenuje Iiizasa Jasusada (japonsky: 飯篠 修理亮 快貞 Iizasa Shūri-no-suke Yasusada). Ze zdravotních důvodů rodinný systém nevyučuje a jako svého zástupce a oficiálního učitele školy ustanovil Risuke Otakeho, který má své vlastní dódžó (tréninkové středisko) ve městě Narita (prefektura Čiba).
Iizasa vyvinul unikátní metodu umožňující trénink bojovníků bez vážnějších zranění při současném zachování podstaty „riai“ (jednoty principu) a bojové reality. Dobře to ilustruje vzájemný trénink se zbraněmi ve formě kata-budžucu (ustálených bojových tréninkových sestav). To, co nezasvěceným připadá jako obrana proti útočníkově zbrani, je ve skutečnosti náhrada za část protivníkova těla, na níž je veden útok sekem nebo bodnutím. Díky této metodě mohou cvičenci provádět plnohodnotný trénink bez vážnějších zranění. I když byl meč základní a nejdůležitější zbraní tradičních japonských válečníků, Iizasa zahrnul do svého systému širokou škálu dalších zbraní a rozšířil tak výuku svých žáků o další techniky boje směřující k tomu, aby si osvojili jejich užití a specifické vlastnosti a nebyli na bojišti překvapeni něčím zcela odlišným od toho, co sami znali.
Jedinečnost a originalita školy Tenšin Šóden Katori Šintó Rjú je zřejmá dodnes. V některých současných větvích školy je kladen důraz na specifické držení zbraně a těla, postoje, pohyby nohou a trupu, které umožňovaly samurajským válečníkům („buši“) nosit 35 kg vážící brnění („joroi“) a bojovat v něm i ve velmi náročném terénu. Tyto faktory nutily nositele brnění mít chodidla pevně a bezpečně na zemi a výrazně snižovaly jeho pohyblivost. Specifické techniky a taktiky této školy berou také na zřetel stavbu klasického japonského brnění, které, byť ochraňovalo svého majitele velmi dobře, mělo mnoho otvorů („suki“). Hlavními oblastmi útoku byly spodní strana zápěstí, vnitřní a zadní strany nohou, oblast boků, prostor mezi helmou („kabuto“) a hrudním kyrysem („do“), kde mohly být lehce zasaženy tepny a žíly. Rozpoznávacím znakem školy, jakýmsi jejím podpisem, je základní („omote“) bojová technika „makiuči-džódan“. Tuto techniku vyvinul sám Iizasa, protože bojovníci nemohli kvůli helmě zvednout ruce nad hlavu, a velmi razantní sek vedený shora byl potřeba rovněž v případě, kdy okolnosti nutily bojovníka zaútočit plnou silou na místa chráněná brněním.
Tenšin Šóden Katori Šintó Rjú je směsicí tradic mnoha japonských bojových umění. Několik známých šermířů, jako Cukahara Boduken nebo Macumoto Bizen no kami Masanobu, kteří byli žáky Čoi-saie nebo jeho přímých nástupců, se stalo zakladateli vlastní škol, například: Kašima Šintó-rjú (Bokuden-rjú), Kašima-rjú, Kašima šin-rjú (založená Macumotem), Arima-rjú, Ičiu-rjú, Šigen-rjú a další.
V roce 1960 obdržela Tenšin Šóden Katori Šintó Rjú jako první škola bojového umění v historii označení „Nedotknutelné kulturní dědictví“, které je podmíněno tím, že se škola nikdy nespojila s jiným stylem nebo frakcí bez ohledu na výhody plynoucí z takového spojení. To jí umožnilo zachovat si samostatnost a vnitřní integritu po celou dobu její existence.
Dalšími staršími učiteli, kteří v současnosti vyučují Tenšin Šóden Katori Šintó Rjú v mezinárodním měřítku, jsou:
- Jukihiro Sugino, syn zesnulého Jošia Sugina (杉野 嘉男 Sugino Yoshio, 1904–1998), v Yuishinkan Sugino Dojo v Kawasaki.
- Tecutaka Sugawara, bývalý starší žák Risuke Otakeho, od něhož obdržel v roce 1986 instruktorskou licenci, v Sugawara Martial Arts Institute v Tokiu.
- Goró Hatakejama, bývalý první asistent Jošia Sugina, vyučoval ve svém Yokohama Dojo v Kanagawě, zemřel 8. 12. 2009.